# Зловещая шестёрка (Новые приключения Человека-паука)
«Зловещая шестёрка» (англ. Reinforcement; дословный перевод — «Подкрепление») — третий эпизод второго сезона американского мультсериала «Новые приключения Человека-паука», основанного на одноимённом персонаже комиксов Marvel, созданном Стэном Ли и Стивом Дитко.

## Сюжет
В бильярдном клубе Человек-паук пытается узнать от Блэки Гэкстона, на кого работает Мистерио. Затем герой сталкивается с парнем по кличке Заплатка (англ. Patch) и узнаёт от него, что загадочного босса зовут Хозяин. Тинкерер, наблюдающий через видеокамеру, сообщает Хозяину об этом, и тот приказывает собрать Зловещую шестёрку. Рино и Сэндмен сбегают из тюрьмы, а Крейвен проникает в психиатрическую больницу. Он намерен вызволить Электро и Доктора Октавиуса, но последний не хочет иметь дело с криминальным прошлым и остаётся.
Тем временем Питер катается на льду со своими одноклассниками. Он не в ладах с Гвен, а Лиз ухаживает за больным Флэшем. По совету Мэри Джейн, Питер идёт за какао для Гвен. Хозяин разочарован отсутствием Доктора Осьминога и отправляет Шестёрку за Человеком-пауком. Злодеи прибывают на каток. Питер переодевается и сначала сражается с Грифом и Электро. Он подвешивает первого на рождественской ёлке, и когда Электро пытается освободить товарища, то стреляет в неё, и она падает. Гриф повержен. Паук с Электро покидают каток, и герой обезвреживает злодея с помощью резиновых шин. Дальше появляются Рино и Сэндмен. Паук прибегает к хитрости: он использует пожарный гидрант против Сэндмена, а Рино заманивает на лёд, под который тот проваливается. Паук сбрасывает снег с дерева на Сэндмена, и он окончательно замерзает. Затем супергерой сражается с Крейвеном и Мистерио. В ходе битвы они попадают в торговый центр. Паук идёт за Мистерио на второй этаж, туда же лезет Крейвен. Настоящий Мистерио внизу, а наверху робот, который взрывается, выводя Крейвена из битвы. Затем Паук побеждает Мистерио и оставляет его полиции.
После Питер возвращается на каток, радуя Гвен тем, что не оказался под упавшей ёлкой. Тем временем Хозяин и Тинкерер сходятся на мысли, что «начало положено», наблюдая, как все члены Шестёрки, кроме Мистерио, не были арестованы. Щупальца доктора Октавиуса, который смотрит новости о преступниках, прибывают в психиатрическую больницу и похищают его.

## Роли озвучивали
- Джош Китон — Питер Паркер (Человек-паук)
- Лейси Шабер — Гвен Стейси
- Аланна Юбак — Лиз Аллан
- Джошуа Лебар — Флэш Томпсон
- Ванесса Маршал — Мэри Джейн Уотсон
- Роберт Инглунд — Гриф
- Криспин Фриман — Электро
- Джон Димаджио — Сэндмен
- Клэнси Браун — Рино
- Ксандер Беркли — Мистерио
- Эрик Весбит — Крейвен-охотник
- Питер Макникол — Доктор Осьминог

## Отзывы

Динамика оценок IGN к эпизодам 2 сезона мультсериала

Эрик Гольдман из IGN поставил эпизоду оценку 9 из 10 и написал, что ему «понравилось, как этот бой переходил из одной локации в другую, перемещаясь по очень разным местам, от ледового катка до пирса и универмага». Рецензент похвалил боевые сцены, отмечая «множество визуально захватывающих моментов, которые иногда настолько быстрые, что заставляют вас перемотать DVR». Критик также написал, что «это был эпизод, который действительно укрепил Человека-паука как умного и творческого спарринг-партнёра для любого из злодеев, с которыми он сражается». Гольдману «было очень забавно, когда Мэри Джейн пыталась дать ему [Питеру] совет, но он задумался: „Только посмотрите на неё… Она великолепна!“».
Джастин Феликс из DVD Talk написал, что «битва в торговом центре под музыку „Щелкунчика“ была юмористической».